# 阿貝力龍屬
阿貝力龍屬又名亞伯龍，是阿貝力龍科恐龍的一屬，生活在白堊紀（坎帕階早期）的南美洲。牠是兩足的肉食性恐龍，雖然只有一個部份頭顱骨標本，但身長被估計可達7-9米。
阿貝力龍屬的名字意思是「阿貝力的蜥蜴」，為了紀念發現該標本的罗贝托·阿贝尔（Robeto Abel），他同時也是存放該標本的阿根廷的西波列蒂省立博物館的前館長。而阿貝力龍的學名則是以標本發現處的阿根廷科馬約地區為名。其屬名及種名都是由阿根廷古生物學家費爾南多·諾瓦斯於1985年所命名，並將牠分類在新建立的阿貝力龍科內。

## 分類

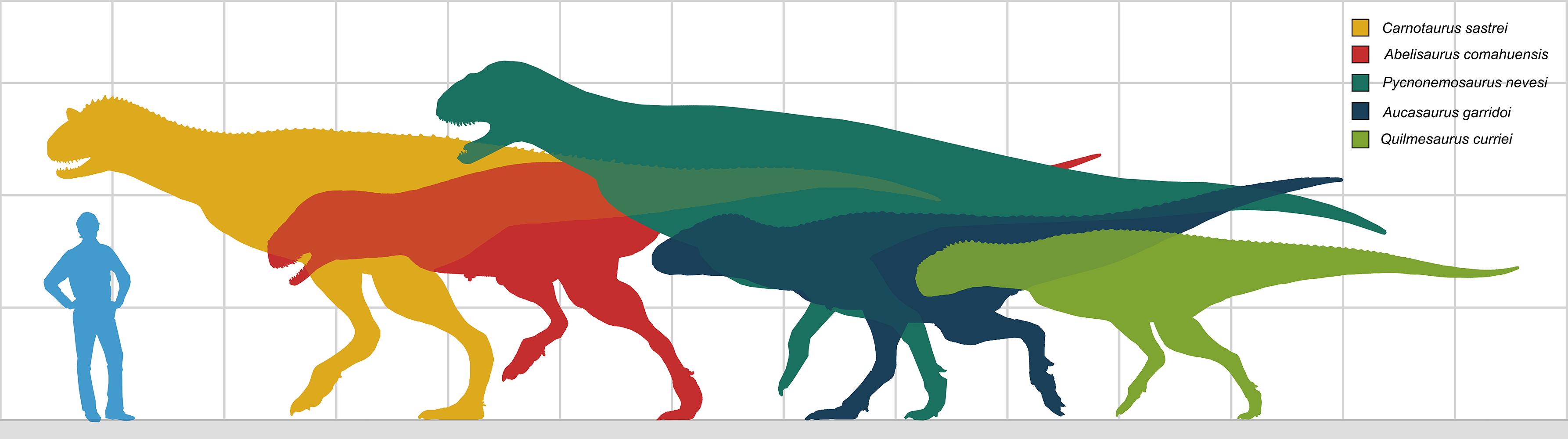
阿貝力龍（紅）及其近親與人類的體型比較圖

目前已發現很多其他阿貝力龍科的動物，包括極度完整標本的奧卡龍、食肉牛龍及瑪君龍。有些科學家將阿貝力龍屬分類為基礎阿貝力龍科恐龍，而非屬於食肉牛龍亞科之下。其他的科學家則認為牠的分類位置不明。阿貝力龍屬與無關的鯊齒龍科都有著相同特徵的頭顱，而由於阿貝力龍只有頭顱骨，若有進一步的發現，可能會將牠分類為鯊齒龍科。但是，這種想法卻仍有反對聲音。

## 化石材料

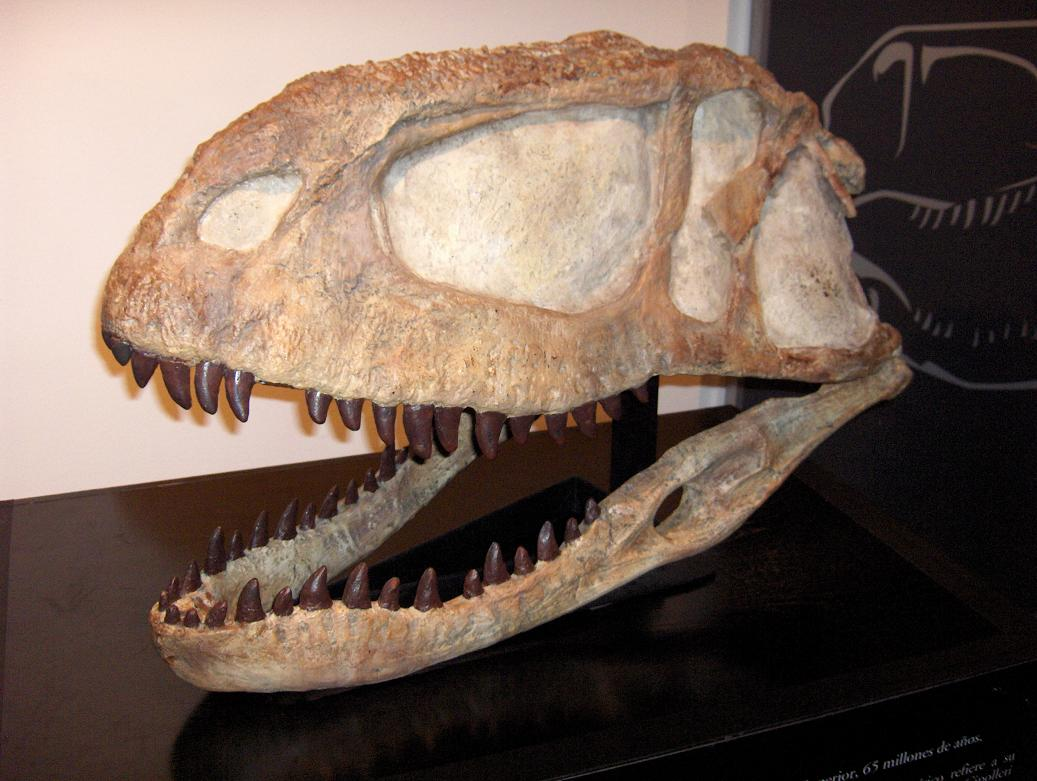
阿貝力龍的顱骨

阿貝力龍的唯一化石是不完整的頭顱骨標本，尤其在右邊部份。大部份的齶骨也缺少。除了失卻的部份外，頭顱骨大約有85厘米長。雖然牠們不像其他阿貝力龍科（如食肉牛龍）般有任何頭冠或角，但卻在鼻端及眼上有粗糙的隆起部份，可能支撐者由角質構成的冠，而沒有在化石化過程中保存下來。在頭顱骨也有一般恐龍也有的大洞孔，用以減低頭顱骨重量。

## 年代爭議

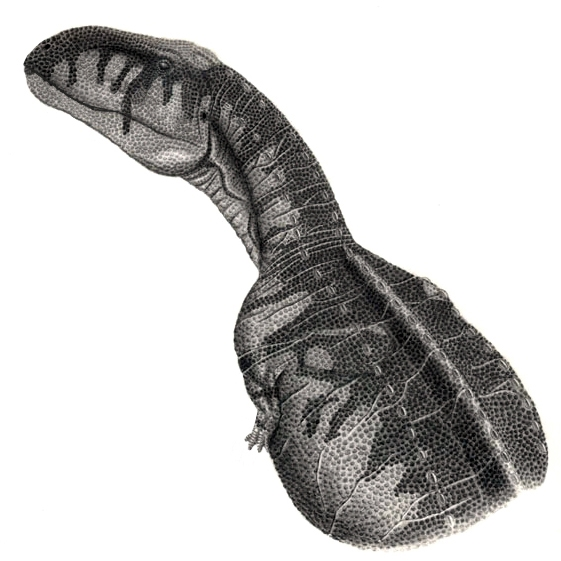
阿貝力龍的想像圖

阿貝力龍的化石發現於阿根廷巴塔哥尼亞的內格羅河省。牠原先被認為是從Allen地層中發現，但之後的研究證實它是在Anacleto地層發現，是內烏肯群（Neuquén Group）的一部份。Anacleto地層的年代較古老，約為白堊紀的坎帕階早期，即約8300萬到8000萬年前。

## 外部連結
- 恐龍博物館中的阿貝力龍介紹